# Пушкинский сельский округ (Московская область)
Пушкинский сельский округ — упразднённая административно-территориальная единица, существовавшая на территории Пушкинского района Московской области в 1994—2003 годах.
Пушкинский сельсовет был образован в первые годы советской власти. По данным 1924 года он входил в состав Пушкинской волости Московского уезда Московской губернии.
В 1926 году Пушкинский с/с включал 1 населённый пункт — село Пушкино.
В 1929 году Пушкинский сельсовет вошёл в состав Пушкинского района Московского округа Московской области.
В 1939 году к Пушкинскому с/с был присоединён Акуловский с/с.
10 апреля 1953 года из Пушкинского с/с в черту дачного посёлка Мамонтовка было передано селение Акулово.
14 июня 1954 года к Пушкинскому с/с были присоединены Новодеревенский и Новоселковский с/с.
6 декабря 1957 года Пушкинский район был упразднён и Пушкинский с/с был передан в Мытищинский район.
28 июля 1960 года Пушкинский с/с был передан в новый Калининградский район.
20 августа 1960 года к Пушкинскому с/с были присоединены селения Грибово, Комягино, Коптелино, Левково, Невзорово, Паршино и территория детского дома имени Герцена упразднённого Жуковского с/с.
24 апреля 1962 года Калининградский район был преобразован в Пушкинский район.
1 февраля 1963 года Пушкинский район был упразднён и Пушкинский с/с вошёл в Мытищинский сельский район. 11 января 1965 года Пушкинский с/с был возвращён в восстановленный Пушкинский район.
6 мая 1969 года из Пушкинского с/с в черту города Ивантеевка были переданы территории Ивантеевского лесного селекционного питомника, строительства завода железобетонных конструкций, мясоперерабатывающего завода, автотранспортного предприятия и базы райпотребсоюза.
3 февраля 1994 года Пушкинский с/с был преобразован в Пушкинский сельский округ.
10 января 2002 года из Пушкинского с/о в черту города Пушкино были переданы посёлки Ветлечебницы и ВНИИЛМ.
23 апреля 2003 года в Пушкинском с/о был упразднён посёлок детского дома имени Герцена.
В 2003 году Пушкинский с/о был упразднён. При этом 31 июля часть его населённых пунктов, в том числе село Пушкино, была включена в черту города Пушкино, а 13 ноября оставшиеся населённые пункты — сёла Комягино и Левково, деревни Грибово, Коптелино и Невзорово, а также хутор Паршино были переданы в Пушкинский сельский округ.